# Ithone falcata
Ithone falcata är en insektsart som beskrevs av Edgar F. Riek 1974. Ithone falcata ingår i släktet Ithone och familjen Ithonidae. Inga underarter finns listade i Catalogue of Life.